# Racopilum cuspidigerum
Racopilum cuspidigerum là một loài rêu trong họ Racopilaceae. Loài này được (Schwägr.) Ångström mô tả khoa học đầu tiên năm 1872.